# Karneades z Cyreny

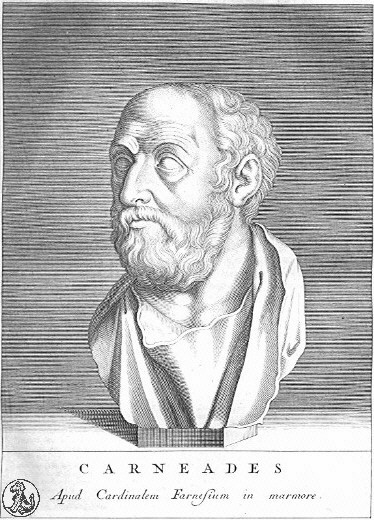
Karneades z Cyreny

Karneades z Cyreny (gr. Καρνεάδης ὁ Κυρηναῖος Karneades ho Kyrenaios, ur. ok. roku 214 p.n.e. w Cyrenie, zm. ok. 129 p.n.e. w Atenach) – filozof, jeden z wybitnych przedstawicieli sceptycyzmu, scholarcha Akademii Platońskiej od roku 156 p.n.e. aż do śmierci.

## Życiorys
Urodził się w Cyrenie w Północnej Afryce. W Atenach studiował w Akademii i w Stoi u Diogenesa z Babilonu, ucznia Chryzypa. Zwalczaniu nauki stoików poświęcił później tyle czasu, że miał powiedzieć "bez Chryzypa nie byłoby mnie". Około roku 155 p.n.e. został scholarchą (zwierzchnikiem) Akademii.
Podobnie jak Sokrates, Pyrron i Arkezylaos, Karneades nic nie pisał, a nauczał prowadząc dialog z uczniami. Notatki robił uczeń Karneadesa Kleitomachos, a choć one same zaginęły, mieli do nich dostęp Cyceron i Sekstus Empiryk, z których prac wiadomo, co było ogólną treścią nauki Karneadesa.
Karneades otrzymał obywatelstwo ateńskie i wraz ze scholarchą Perypatu Krytolaosem oraz swoim dawnym nauczycielem Diogenesem był w składzie poselstwa wysłanego przez Ateny do Rzymu w sprawie zmniejszenia odszkodowania dla Oropos. Po wypełnieniu zadania Karneades zasłynął dwiema mowami, które wygłosił w Rzymie podczas dwóch kolejnych dni. Pierwszego dnia uzasadniał, że sprawiedliwość dowodzi mądrości, a następnego wywodził, że jest ona świadectwem głupoty. Było to zgodne z praktykowaną w Akademii tradycją dogłębnego badania poglądów i rozważania wszystkich "za" i "przeciw" w celu wydobycia z nich prawdy, lecz dla wielu prostolinijnych Rzymian było szokiem. Przeciw filozofom ateńskim wystąpił sam Katon Starszy, którego zdaniem filozofia była wrogiem tradycyjnych cnót rzymskich.
W Atenach filozof cieszył się sławą niezwyciężonego w dyskusjach tak, że wielu retorów opuszczało swe szkoły i przychodziło do Karneadesa słuchać jego wykładów. Według Diogenesa Laertiosa miał umierać podczas zaćmienia księżyca.

## Poglądy
Karneades odszedł od "twardego" sceptycyzmu wprowadzonego do Akademii przez Arkezylaosa. Podzielił wszystkie rzeczy (które w przekonaniu akademików były nieuchwytne) na subiektywnie jawne i subiektywnie niejawne i uważał, że każdy człowiek ma prawo wierzyć w to, co mu się wydaje, czyli w to, co w danej chwili jest dla niego jawne. Wykorzystywał tę zasadę w swoich mowach retorycznych, argumentując z równą siłą za i przeciw, samemu wstrzymując się jednak od sądu i zdając decyzję na słuchaczy. Prawdopodobnie te doświadczenia retoryczne doprowadziły go do przekonania o wielkiej roli wiary w życiu człowieka i stworzenia teorii sądów prawdopodobnych.
Teoria ta kształtowała się również w opozycji do nauki stoików. Twierdzili oni między innymi, że człowiek jest w stanie osiągnąć poznanie rzeczy. Istnieje mianowicie pewien rodzaj postrzeżeń, tak zwane postrzeżenia kataleptyczne, które mogą być podstawą kryterium prawdy. Ograniczając się zatem do wydawania sądów na podstawie postrzeżeń kataleptycznych, można wydawać sądy prawdziwe. Akademicy atakowali ten pogląd wykorzystując cały arsenał argumentów sceptyckich – sny, opętania, złudzenia optyczne i wizje religijne. Bazując na nich wykazywali, że pewność i niewzruszoność postrzeżeń kataleptycznych nie jest właściwa im tylko, a przysługuje również innym doznaniom, co do iluzoryczności których nikt nie może mieć najmniejszej wątpliwości. Skoro tak, to nikt nie jest w stanie odróżnić prawdziwego postrzeżenia kataleptycznego od równie silnego i przemawiającego do zmysłów snu. Jasne, że w tej sytuacji kryterium katalepsji należy odrzucić.
Nie istnieje zatem, jakiekolwiek kryterium prawdy w rozumieniu przyjmowanym przez dogmatyków. Nie jest nim rozumowanie, postrzeżenie ani wyobrażenie – a przecież człowiek nie może wiecznie wątpić. Tu Karneades wprowadził swoją naukę o sądach prawdopodobnych jako kryteriach właściwego postępowania. Jego zdaniem nie można co prawda rozstrzygnąć, czy istnieją sądy pewne czy nie, ale można działać w oparciu o sądy prawdopodobne. Są ich trzy rodzaje: prawdopodobne, prawdopodobne i niezaprzeczone (tj. takie, którym nikt nie zaprzeczył) oraz prawdopodobne, niezaprzeczone i sprawdzone. Niemożliwe jest poznanie rzeczywistości, ale zależnie od dokładności i staranności na analizy naszych wyobrażeń, można żywić do nich mniejsze lub większe zaufanie.
W sprawach drobnych Karneades radził posługiwać się pierwszymi z nich, w ważniejszych drugimi, a chcąc żyć szczęśliwie należy działać w oparciu o trzeci rodzaj sądów. Komentatorzy wysuwają tutaj analogię do procesu sądowego: można wyrokować w oparciu o zeznania świadka, można wyrokować w oparciu o nie i dodatkowe zeznania świadków o świadku i wreszcie można wyrokować uwzględniając jeszcze zeznania świadków o świadkach o świadku.

### Inne
Karneades brał również udział w sporach między stoikami i epikurejczykami na temat determinizmu.
Dowodził, że niekoniecznie trzeba odrzucać logikę dwuwartościową, aby utrzymać wolność woli, nie jest też konieczne założenie o przypadkowych ruchach atomów. Utrzymywał też, wbrew stoikom, że dwuwartościowość logiki i reguła przyczynowości nie musi oznaczać zupełnego zdeterminowania losów świata. Jednocześnie wysuwał przeciw nim argument sorytu wskazując, że postulowanej przez stoików hierarchii bóstw nie da się w logiczny sposób zatrzymać i wobec tego należy przyjąć, że wszystko jest pełne boskości.

## Znaczenie
Przyznając pozytywną wartość dobrze uzasadnionym przekonaniom, Karneades zapewnił sobie wyjątkowe miejsce w historii myśli starożytnej. Z jednej strony podkreślał, że osiągnięcie wiedzy pewnej jest mrzonką, a z drugiej dostrzegał znaczenie poczucia pewności w codziennym życiu ludzkim. Teorią sądów prawdopodobnych stworzył podwaliny metodologii nauki, która jakże bliska jest temu, co myślimy na ten temat obecnie.